# Alida Neslo
Alida J. Neslo (Paramaribo, 29 de junio de 1954) es una actriz de Surinam.

## Biografía
Alida nació en Surinam en el seno de una familia de intelectuales. De niña tomó clases de ballet con su tío, el profesor de ballet, Percy Muntslag. ALuego de completar sus estudios secundarios, ingresó al Instituto de Traductores e Intérpretes de Amberes. Obtivo un título de grado en español e inglés, pero decide modificar el foco de su interés. Neslo ya había tomado clases de teatro en el Estudio Herman Teirlinck en Amberes. En 1980 completa su formación. Para solventar los costos de su entrenamiento viaja a Bélgica como parte de una compañía de músicos ambulantes que incluían a Vader Abraham, Jacques Herb, De Kermisklanten y Mieke.
Luego de estudiar actuación Neslo se une a Tiedrie - el Teatro del Tercer Mundo - la compañía de teatro de Tone Brulin. Participa en varias obras incluidas Kapai-Kapai, Ba Anansi (de Edgar Cairo, Charkawa y Gilgamesj. Otras participaciones destacadas incluyen , Mudra Afrique con los coreógrafos Maurice Bejart y Germaine Acogny, Zwarte Komedie (La Comedia Negra) (con autores tales como Tom Lanoye y Bert Verhoye) y el Teatró holandés de Gantes.
Neslo aparece en televisión como el personaje Alida, en programa educativo para niños De Boomhut, en el canal VRT (actualmente Ketnet). En 1998 este programa es galardonado con el Premio al mejor programa juvenil por la Flemish Community. Además, trabajo de presentadora de Het einde van de wereld ("El fin del mundo"), fue panelista en TV-Touché, y realizó varios documentales.
En 1995 Neslo viaja a los Países Bajos y se demepeña como directora artística de The New Amsterdam (DNA) un grupo de tearo y educación teatral de Rufus Colin. En el 2000 se incorpora a Ritsaert ten Cate, como directora del teatro DasArts. En 1995 DasArts Ten Cate establece un curso avanzado para estudiantes de teatro. En el 2006 viaja a Surinam para crear una escuela de teatro similar al Studio Herman Teirlinck.

## Televisión
- TV-Touché (1983)
- Alfred J Kwak (1991) – roles como la Princesa Budor, Grietje y Koningin Nora
- De Boomhut (1994) - como Alida
- Het einde van de wereld